# Ходорівський район (Львівська область)
Ходорівський район — колишній район Дрогобицької та Львівської областей, центром якого було місто Ходорів.

## Історія
10 січня 1940 року на своєму засіданні ЦК КП(б)У розглянуло питання адміністративного устрою новоутвореної Дрогобицької області. За рішенням Президії Верховної Ради УРСР 17 січня 1940 р. до її складу увійшов Ходорівський район, утворений із ґмін Бібрського повіту: сільських Бортники, Броздовичі і Ходорів та міської Ходорів. Центром району стало місто Ходорів.
У 1941 році після нападу Німеччини на Радянський Союз район опинився під німецькою окупацією, однак 29 липня 1944 року районним центром оволоділи радянські війська після чого було відновлено радянську владу.
У 1959 році у зв'язку з ліквідацією Дрогобицької області район увійшов до складу Львівської області. Тоді ж до його складу увійшов Новострілищанський район. Однак вже у 1962 році його було приєднано до Жидачівського району.

## Населені пункти, які входили до складу Ходорівського району
Центром району було місто Ходорів. На 1 вересня 1946 року згідно з довідником Українська РСР: Адміністративно-територіальний поділ окрім Ходорова включав село Берездівці, село Бортники, село Буковина, село Вербиця, село Волчатичі, хутір Садки, село Горішне, хутір Красна Гора (Горішнянська сільрада), село Городище, хутір Новий, село Гранки-Кути, село Демидів, село Молотів, село Добрівляни, село Долішнє, село Жирова, село Загірочка, село Заліски, село Бородчиці, село Кам’яне, село Молодинче, село Новосільці, село Отиневичі, село Піддністряни, село Підліски, село Руда, село Станківці, село Сугрів, хутір Анелівка (Сугрівська сільрада), село Тужанівці, село Підгірці (Тужанівська сільрада), село Черемхів.

## Ходорівський район в адміністративній структурі ОУН
За адміністративним поділом, який використовувала ОУН Ходорівський район входив до складу Бібрецького надрайону Рогатинської округи Львівського краю ОУН.

## Діяльність НКВС та інших радянських органів на території Ходорівського району
6 листопада 1944 року при конвоюванні 7 осіб на збирання картоплі міліціонер райвідділу Грунський забив до смерті затриманого Федоріва та тяжко поранив Т. Гулія. У квітні 1945 року начальник райвідділу НКДБ Васілченко та старший оперуповноважений НКДБ Клімов систематично порушували «революційну законність». 23 березня 1945 року оперуповноважений райвідділу НКВС Сіміс був звинувачений у вбивстві затриманого Підковича, матеріали передані до «особої інспекції» обласного управління НКВС.
У грудні 1944 року 20 000 солдат МВД прочесали Миколаївський, Бібрський та Ходорівський райони, допитуючи місцевих мешканців, аби отримати від них інформацію про УПА. Після того проводились малі облави, силами однієї роти з метою отримати інформацію про розрізнені частини УПА, виявлення поранених, людей, які переховуються від радянської влади.

## Діяльність ОУН та УПА на території Ходорівського району
На території Ходорівського району активно діяла мережа ОУН а також боївки УПА.
У листопаді 1944 року у лісах між Львовом та Миколаєвом була сформована сотня УПА «Жубри-2», яка була підпорядкована військовій окрузі «Буг». Командиром сотні до квітня 1945 року був Петро Лагода «Громовий», політвиховником Степан Стешин «Січовик». Від квітня до жовтня 1945 року сотня була розділена на дві самостійні чоти, після чого знову об'єднана під назвою «Сурмачі» за номером 42а та діяла, зокрема, у лісах тодішнього Ходорівського району, територія яких входила до тактичного відтинку УПА «Яструб» у складі ВО «Буг». Розформування сотні — осінь 1946 р.
16 січня 1945 року секретар Ходорівського райкому КП(б)У М. Баслик інформував секретаря Дрогобицького ОК КП(б)У Олексенко про активізацію «націоналістичних банд, які наближаються до міста». Зокрема у селі Бортники бандерівці протягом кількох днів квартирували по 5-10 чоловік у будинку на ніч, загальної кількості встановити не вдалось. 12 січня 1945 року протягом доби село Загіречко було очеплено бандерівцями, які не випускали з села працівників ходорівських підприємств та залізничної станції. Наступного дня у селі Отиневичі була обстріляна група військ НКВД, яка везла вилучені у Новострілищанському районі сім'ї бандерівців. У результаті бою один боєць НКВД загинув. За словами комуністичного секретаря вони не можуть виїжджати в села невеликими групами, а великого активу вони не мають, через що рідко бувають у селах, що сприяє бандерівцям проводити свою агітацію. Тривогу комуніста викликав той факт, що за їхніми даними УПА планувало великий наступ на Ходорів, натомість можливості відбити атаку УПА власними силами в місцевої радянської влади не було.
13 січня 1945 року у селі Новосільці група військ НКВС вилучала родини бандерівців. Однак на зворотньому шляху її обстріляли з лісу кулеметним та автоматним вогнем внаслідок чого три бійці НКВД поранено, а лейтенанта Долгих — вбито.
4 квітня 1945 року повстанці напали на спецзв'язок на маршруті Ходорів — Стрільсько Нове, викрили 34 таємних пакети, забрали фельдєгеря Абрамова, стрільця ВОХР та їздового.
У серпні 1947 року комісар облвійськомату повідомив голові облвиконкому та начальнику Управління НКДБ інформацію про відмову молоді 1926-1928 року служити в радянській армії під впливом пропаганди, яку провадила УПА. Тому призовників пропонувалось приводити в призовні пункти примусово.
14 серпня 1950 року у бункері поблизу села Чорний Острів МДБ натрапило на боївку з 5 вояків УПА — всі вони загинули під час нерівного бою. Після цього МДБісти знайшли в бункері 3 автомати, гвинтівку, 5 пістолетів, 4 гранати, 240 набоїв та друкарський ротар, що підтверджує існування тут підпільної друкарні УПА.

## Дисидентський рух
Навіть після придушення повстанського руху Ходорівський район залишився одним із центрів Руху опору, тут виникла так звана «ходорівська група» яка діяла у підпіллі і ставила собі за мету боротьбу за державну незалежність України. Вона виникла у 1958 році у селі Вербиця. До її складу входили Федір Дронь, Федір Проців, Михайло Проців, Михайло Ханас та Йосип Нагребний, Іван Щербицький та Володимир Капітоненко. Головним своїм завданням члени групи вважали пропаганду. Члени групи вивішували вночі по селах національні прапори, поширювали листівки, для виробництва яких дістали кліше, проте не встигли його задіяти. 7 травня 1962 року Федора Проціва було засуджено до розстрілу. Михайло Проців та Федір Дронь отримали по 15 років, з них 5 — тюрми, Й. Нагребний та М. Ханас — по 12 років таборів, І. Щербицький — 10, а В. Капітоненко — 8 років.

## Особистості, пов'язані з Ходорівським районом
Уродженцями Ходорівського району є чимало видатних українських діячів. 
Зокрема у селі Покрівці народився Ігор Федорович Кушплер (1 січня 1949 — 23 квітня 2012) — український оперний співак (баритон), соліст Львівського національного театру опери та балету ім. Соломії Крушельницької.
Іван Керницький (псевдо Крилатий) (4 січня 1921 — 16 лютого 1947) — діяч ОУН, районовий провідник Бібреччини. У 1943-1944 рр був організаційним референтом повіту, до складу якого входили Бібрецький, Рогатинський та Ходорівський райони.
Зеновій Євстахович Кецало (12 лютого 1919, Добрівляни — 14 серпня 2010, Львів) — український художник, графік